# Московский фондовый центр
«Московский фондовый центр» — российская компания, один из первых участников российского фондового рынка. Полное наименование — Открытое акционерное общество «Московский фондовый центр». Штаб-квартира была расположена в Москве.

## История
Компания основана в 1993 году по инициативе Правительства Москвы и регионального отделения ФКЦБ России.
Длительное время входила в группу «Олма», с 2006 года — в группу компаний «Антанта Капитал», с начала 2009 года работала как независимая компания.
С октября 2013 года директором компании является Валерий Иванов.
Бывший директор МФЦ Андрей Романов занялся консалтинговым бизнесом, не связанным с фондовым рынком. По его словам, осенью 2013 года «сошлись сразу несколько факторов — как внешних, так и внутренних. Инвестор, который три года развивал МФЦ, принял решение расстаться с этим бизнесом… Естественно, новые владельцы компании приняли решение о назначении директором другого человека… Мне предложили занять позицию исполнительного директора. Но к тому моменту и я уже не был готов работать на вторых ролях, и сам мой интерес к фондовому рынку значительно ослаб, да и было понимание, что этап под названием „антикризисное управление“ для компании пройден. Я считал свою работу сделанной, поэтому просто передал дела преемнику».
С конца ноября 2014 года МФЦ перестал отвечать на звонки, офис закрыт, последствия для клиентов брокера пока неясны. На сайте МФЦ публикуются противоречивые сведения — сначала о технических проблемах, потом — о смене собственников.

## Аннулирование лицензии
12 декабря 2014 года Банк России принял решение об аннулировании лицензий профессионального участника рынка ценных бумаг на осуществление брокерской, дилерской деятельности и деятельности по управлению ценными бумагами Открытого акционерного общества «Московский фондовый центр».
Основаниями для принятия решения послужили неоднократные в течение одного года нарушения требований законодательства Российской Федерации о ценных бумагах, в том числе противодействие Обществом проведению проверки, а также неисполнение поручений клиентов Общества на вывод денежных средств и ценных бумаг.
Из заявления Банка России следует, что требования законодательства были нарушены Обществом в течение одного года неоднократно, но неясно, что предпринималось (и предпринималось ли) регулятором для их устранения до аннулирования лицензии. Интересно, что на 12 декабря 2014 года, когда наконец была аннулирована лицензия, Общество уже очевидно прекратило деятельность и уже, как минимум, несколько недель клиенты не могли получить информацию о судьбе своих ценных бумаг и денежных средств на счетах общества.